# Сан Леонардо (Асколи Пичено)
Сан Леонардо (итал. San Leonardo) насеље је у Италији у округу Асколи Пичено, региону Марке.
Према процени из 2011. у насељу је живело 27 становника. Насеље се налази на надморској висини од 62 м.